# James A. Hughes

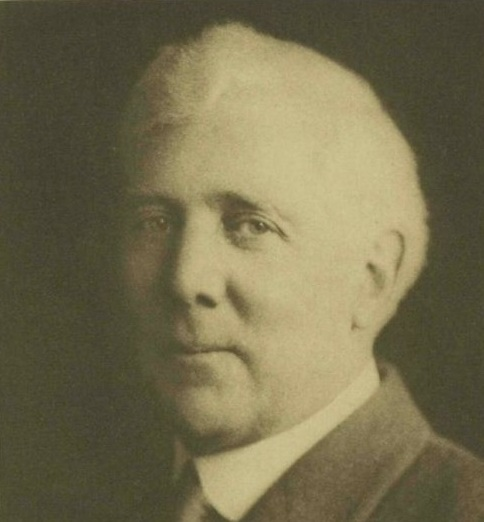
James A. Hughes

James Anthony Hughes (* 27. Februar 1861 in Ontario, Kanada; † 2. März 1930 in Marion, Ohio) war ein US-amerikanischer Politiker. Zwischen 1901 und 1903 sowie nochmals von 1927 bis 1930 vertrat er den vierten Wahlbezirk des Bundesstaates West Virginia im US-Repräsentantenhaus. Dazwischen repräsentierte er dort von 1903 bis 1915 den fünften Wahlkreis.

## Werdegang
James Hughes, Sohn von James W. Hughes und dessen Frau Ellen McNulty, besuchte die öffentlichen Schulen seiner kanadischen Heimat und wanderte als Jugendlicher in die Vereinigten Staaten ein. Bis 1875 studierte er am Duff’s Business College in Pittsburgh (Pennsylvania). In den folgenden Jahren arbeitete er als Bankangestellter, fahrender Händler und Geschäftsmann. Hughes wurde Mitglied der Republikanischen Partei. Zwischen 1888 und 1890 war er Abgeordneter im Repräsentantenhaus von Kentucky. Nach seinem Umzug nach West Virginia saß er dort zwischen 1894 und 1898 im Staatssenat. Zwischen 1892 und 1924 war er Delegierter auf allen Republican National Conventions. Von 1896 bis 1900 amtierte Hughes als Posthalter in Huntington.
Bei den Kongresswahlen des Jahres 1900 wurde er im vierten Distrikt von West Virginia in das US-Repräsentantenhaus in Washington, D.C. gewählt, wo er am 4. März 1901 die Nachfolge von Romeo H. Freer antrat. Hughes vertrat den vierten Wahlbezirk zunächst nur für eine Legislaturperiode bis zum 3. März 1903. Ab den Wahlen des Jahres 1902 kandidierte er für den damals neu geschaffenen fünften Distrikt, den er nach einigen Wiederwahlen zwischen dem 4. März 1903 bis zum 3. März 1915 im Kongress vertrat. Zwischen 1903 und 1907 war er Vorsitzender des Ausschusses, der die Ausgaben für öffentliche Liegenschaften kontrollierte (Committee on Expenditures on Public Buildings); von 1907 bis 1911 führte er den Vorsitz im Committee on Accounts. Im Jahr 1914 verzichtete Hughes auf eine erneute Kandidatur. Während dieser Zeit im Kongress wurden dort der 16. und der 17. Verfassungszusatz beraten und verabschiedet. Dabei ging es um die bundesweite Einkommensteuergesetzgebung und die Direktwahl der US-Senatoren.
Für die Kongresswahlen des Jahres 1926 kehrte James Hughes auf die politische Bühne zurück und kandidierte für den Abgeordnetensitz im vierten Wahlbezirk, den er zwischen 1901 und 1903 schon einmal eingenommen hatte. Nach seinem Wahlsieg und einer Wiederwahl im Jahr 1928 konnte er diesen Distrikt vom 4. März 1927 bis zu seinem Tod am 2. März 1930 im Kongress vertreten.
Am 28. Dezember 1885 heiratete Hughes in Huntington (West Virginia) Ida Belle Vinson (1868–1951), die aus einer bekannten Politikerfamilie stammte. Sie hatten zwei Töchter: Tudelle Vinson Hughes (1895–1974; später Mrs. Harold Henderson Van Sant) und Mary Eloise Hughes (1893–1940; später Mrs. Lucien Philip Smith). Eloise Hughes Smith überlebte 1912 den Untergang der Titanic, auf der sie von ihrer Hochzeitsreise zurückkehrte. Ihr zweiter Ehemann war Robert Daniel, der wie sie den Untergang der Titanic überlebt hatte.